# Lakhsass
 (avril 2025).
Motif : En attendant des sources secondaires centrées.
- Archive Wikiwix
- Bing
- Cairn
- DuckDuckGo
- E. Universalis
- Gallica
- Google
- G. Books
- G. News
- G. Scholar
- Persée
- Qwant
- (zh) Baidu
- (ru) Yandex
- (wd) trouver des œuvres sur Wikidata

| 1. | Préciser le motif de la pose du bandeau. | Précisez le motif de la pose du bandeau en utilisant la syntaxe suivante : {{admissibilité à vérifier\|date=juillet 2025\|motif=remplacez ce texte par le motif}}             |
| 2. | Informer les utilisateurs concernés.     | Pensez à avertir le créateur de l'article, par exemple, en insérant le code ci-dessous sur sa page de discussion : {{subst:avertissement admissibilité à vérifier\|Lakhsass}} |

Les Lakhsass forment une tribu berbère d'ethnie chleuh, établie dans le Souss sur un territoire correspondant à l'ouest du cercle de Lakhsass. Elle est composée de huit fractions.
La tribu de Lakhsass est étroitement liée à la confédération des Aït Baamrane par le biais du leff de Tagizoult.

## Fractions et territoires
La tribu des Lakhsass est présente essentiellement dans l'ouest du cercle éponyme, dans les communes de Lakhssas, Sidi M'barek et Sidi Hssain Ou Ali. Elle est composée de 8 fractions:
- Mireght, au nord de la commune (importante source) de Sidi M'barek;
- Aït I'laten, au nord de la commune;
- Id Chaoud, au nord de la commune;
- Aït Ali, au centre de la commune;
- Aït Bou Yassine, au centre du territoire de la commune;
- Aït Id Ghazal, au sud de la commune;
- Aït Bou Iffoulen, dans et autour de la ville de Bouizakaren, au sud du territoire de la commune de Sidi Hssain Ou Ali ;
- Id I'arba, dans et autour du village de Lakhsass et au nord du territoire de la commune de Sidi Hssain Ou Ali.